# Sholicola
Sholicola és un gènere d'ocells de la família dels muscicàpids (Muscicapidae).
Segons la Classificació del Congrés Ornitològic Internacional (versió 11.1, 2021) aquest gènere està format per 2 espècies:
- Sholicola major - Rossinyol dels Nilgiri.
- Sholicola albiventris - Rossinyol ventreblanc.

Anteriorment es considerava que aquestes espècies pertanyien al gènere Myiomela. Segons el Handook of the Birds of the World i la quarta versió de la BirdLife International Checklist of the birds of the world (Desembre 2019), aquests tàxons també apareixen classificat dins del gènere Sholicola.